# Sonnenstein (Comic)
Sonnenstein (engl. Originaltitel: Sunstone) ist ein Webcomic des kroatischen Comickünstlers Stjepan Šejić aus dem Jahr 2011, der ab 2014 vom Verlag Top Cow als Soft- und Hardcover herausgegeben wurde. Es beschreibt die lesbische Liebesbeziehung zwischen zwei Frauen aus der BDSM-Subkultur.

## Handlung
Allison (Ally) Carter und Lisa Williams sind zwei Frauen Mitte 20, die eine unausgelebte Leidenschaft für BDSM verspüren, speziell für Fetischkleidung und Bondage. Während die nerdige Programmiererin Ally den dominanten Part bevorzugt, sehnt sich die Kellnerin und Teilzeit-Erotikautorin Lisa die unterwürfige Rolle als Bottom bzw. Sub herbei. Beide haben gescheiterte Beziehungen mit Männern hinter sich, die ihre Fantasien stets missverstanden. Die beiden Frauen lernen sich über ein Onlineportal kennen und verabreden sich zu einer lesbischen Bondagesession. Sowohl Domme Ally als auch Sub Lisa überwinden anfängliche Befangenheit, leben erfolgreich ihre Fantasien aus und beginnen eine leidenschaftliche Beziehung, die zunächst nur zur Lustbefriedigung dient.
Im Laufe der Handlung werden Allys Ex-Freund Alan eingeführt, der sie in Sachen BDSM als erfahrener Dom und professioneller Fetischmöbelbauer berät, und die bisexuelle Tätowiererin Anne. Sie lernt Lisa über ihre Erotikstories kennen und wird die neue beste Freundin der beiden Frauen. Ally organisiert immer raffiniertere Rollenspiele, in denen sie Lisa mit ihrem vollen Einverständnis hart ran nimmt. Die glückliche Sub nutzt ihre Erlebnisse als Inspiration für Online-Bondagestories (Schlüsselromane mit Parodien von Ally, Anne und sich), die in sozialen Medien sehr populär werden.
Zu ihrer Beklemmung merken Ally und Lisa, dass sie sich verlieben, haben aber nicht die Courage, es sich einzugestehen. Dies führt zu einem folgenschweren Missverständnis: Beim Halloween in einem BDSM-Klub flirtet Ally gleichzeitig mit Anne und Lisa, womit sie beide Freundinnen vor den Kopf stößt. Lisa trennt sich von ihr, aber spricht sich mit Anne aus. Anne stellt fest, dass Lisa die Initiative immer ihren Partnern überlässt, was beim Rollenspiel ok, aber im richtigen Leben fragwürdig sei – und gesteht, dass sie mit ihrem Einverständnis für einen Flotten Dreier offen gewesen wäre. Lisa nimmt sich ihre Kritik zu Herzen und beginnt online einen längeren Schlüsselroman zu posten. Hierbei preist Lisas Charakter die Domme-Künste von Allys Charakter, gesteht ihr ihre Liebe, verbunden mit der Selbstkritik, dass auch eine Sub die Pflicht habe, sich aktiv in eine Beziehung einzubringen. Ally versteht diese Anspielung, versöhnt sich mit Lisa, erwidert ihre Liebeserklärung und heiratet sie. Anne und Alan verlieben sich ebenfalls und werden jeweils Sub und Dom.
Im Comic wird oft die Wichtigkeit von sicherem, vernünftigem und einvernehmlichem Bondage betont. Der Comictitel „Sonnenstein“ ist Allys Safeword. Ally verwendet viel Geld und Sorgfalt, um sowohl geeignete Möbel, Kleidung und Utensilien zu erwerben, als auch den fachkundigen Umgang damit zu lernen. Alan wird von der Erinnerung einer gescheiterten Bondagesession gequält, die beinahe bleibende Schäden bei seiner damaligen Sub verursachte. Weitere Themen sind „alltägliche“, z. T. unfreiwillig komische Erfahrungen mit Lack- und Lederkleidung, einschlägigem Spielzeug und im Rollenspiel (z. B. wenn der Dom für einige Sekunden aus der Rolle fallen muss, um dem bewegungsunfähigen Sub schlicht die Nase zu putzen), und die Rolle von Ehrlichkeit für eine tiefe Beziehung. Ally und Lisa zerstreiten sich, da sie sich zunächst ihre Liebe nicht eingestehen wollen. In einer Nebenhandlung versucht Lisas älterer Bruder Mike seine problematische Ehe mit einer offenen Beziehung zu kitten. Dies scheitert erst recht, bis seine Ehefrau und er sich ihre wahren Bedürfnisse eingestehen und frohen Mutes eine gemeinsame Partnertherapie beginnen. Dies ringt Lisa, die (scheinbar) eine völlig andere Beziehung führt, höchsten Respekt ab.

## Hintergrund

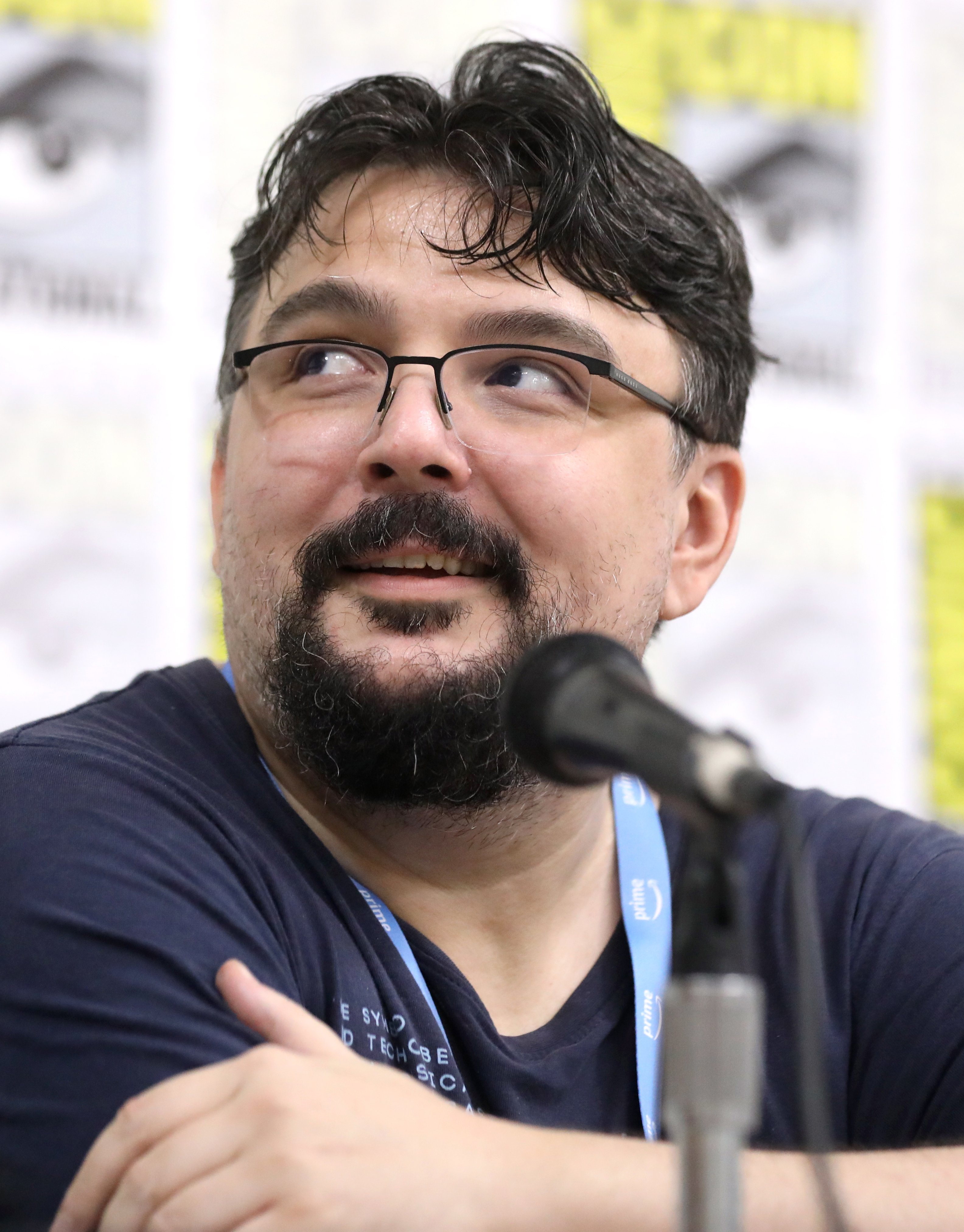
Stjepan Šejić, 2023

Šejić, der sich in der Comicszene als Zeichner in der Serie Witchblade u. a. einen Namen gemacht hatte, hatte zunächst keine tieferen Ambitionen, als er die ersten Episoden zu einem BDSM-Lesbenpaar kostenlos auf DeviantArt veröffentlichte. Nachdem er ermutigendes Feedback erfahren hatte, baute er die Episoden zu einer vollen Story aus, aus der schließlich Sonnenstein wurde. Die Resonanz war so positiv, dass der Comic – obwohl er komplett kostenlos herunterzuladen ist – in Soft- und später als Hardcover erschien und dem Verlag Top Cow einen unerwarteten Verkaufshit bescherte. In Deutschland wird Sonnenstein seit 2015 über Panini vertrieben.
Nach eigenen Angaben konnte Šejić für die Story über „eigene, oft überraschend witzige“ Erfahrungen mit seiner Ehefrau Linda zurückgreifen. Für die Fetischklamotten hatte er „als Superheldenzeichner... genug visuelle Referenzen“. Seiner Ansicht nach ist Bondage ein physisches Rollenspiel wie LARP oder Wrestling und bezeichnet Fesselspieler im positiven Sinne als „sexuelle Nerds“. Aus Autorensicht war Šejić völlig überrascht, dass der Comic „ohne einen Schurken und mit einem vorweggenommenen Happy End“ so viele Leser bannen konnte.

## Rezeption
Publishers Weekly schrieb zu Band 1, Šejićs Sinn für Humor und die Menschlichkeit seiner Charaktere seien erfrischend und würden die erforderliche Leichtigkeit in ein potentiell schwieriges Thema einbringen. Die größte Schwäche der Hauptcharaktere sei jedoch ihre stereotype Perfektion, die die Idee, einen unerschrockenen Blick auf unkonventionelle Menschen, unkonventionelle Sexualität und unkonventionelle Liebe zu werfen, in Frage stellen könne. Peter Ostereid von comic.de nannte Sonnenstein „sehr erotisch… mit Finesse, mit Klasse… ein prickelndes Lesevergnügen… [und] eine wahrhaftige und romantische Liebesgeschichte“. Auch Christian Straub von comicgate stellte heraus, Sonnenstein sei „eben kein Pornocomic… sondern eine Liebesgeschichte“, lobte die „originelle Idee, BDSMler als Sex-Nerds darzustellen“, machte aber Abstriche am „überhasteten“ Artwork mit unfertig wirkenden Hintergründen. Christian Neubert vom Titel-Kulturmagazin schrieb über die Bände 1 und 2, der Autor lasse die Geschichte „als eine Art wohlig-romantischen Gegenentwurf zu (...) Werken, wie Crepax sie schuf“, erscheinen. Er bezeichnete den Comic als „eher warmherzig und zugänglich“, kritisierte jedoch ebenfalls gelegentliche Oberflächlichkeiten in den Hintergründen.
Band 2 erreichte im Mai 2015 Platz 7 der Bestsellerliste der New York Times in der Kategorie „Paperback Graphic Books“.